# 육아크루
육아크루(YUGACREW)는 동네 기반 O2O 육아 커뮤니티 플랫폼이다. 가까이 사는 엄마들을 서로 연결하고 있으며, 모바일 앱 내에서 육아짝꿍 매칭, 실시간 1:1 채팅, 24시간 소통 가능한 온라인 커뮤니티를 제공한다.  
2022년 1월 육아크루닷컴을 오픈했고, 같은 해 11월 모바일앱 ‘육아크루’를 출시했다.  
'엄마들의 동네 육아친구 찾기' - 육아크루는 현재 서울에서 우선 운영 중이다. '동네 기반' 서비스인 만큼 운영지역을 순차적으로 확장해 왔는데, 모바일앱이 나오기도 전 첫 운영지역은 동작구였다. 이후 영등포구, 관악구, 구로구, 금천구, 양천구로 확장한 상태에서 모바일앱을 출시했다. 이후 2024년 4월 기준으로 서울 전역으로 운영지역을 확장했다. 따라서 운영지역인 서울에 거주하는 엄마들이라면 누구나 클릭 1번으로 출산 시기, 엄마 나이, 육아 관심사 등이 잘 맞는 '육아짝꿍'을 추천받을 수 있다. 미오픈 지역은 '우리 동네 오픈 신청을 할 수 있다.            
2025년 1월 11일자 코리아헤럴드 주말판에 <A mom reporter's day off with 'parenting crew'>라는 기사가 실리기도 했다. 육아크루의 실제 사용자인 엄마 기자가 육아크루에서 만난 육아친구들과 공동육아를 한 경험과 함께 다이노즈 이가영 대표를 인터뷰했다.

## 기능 및 서비스
육아크루는 같은 지역에 사는 엄마들이 서로 친구가 될 수 있도록 연결하고 있다.  
(25년 1월 기준 모바일앱에서 운영중인 기능)
- 짝크루 : 나이, 성별, 자녀, 거주지 등 육아 프로필을 참고하여 딱 맞는 엄마 친구를 연결하는 "1:1 육아친구 매칭 서비스" GPS 정보로 지역인증을 완료한 엄마들끼리 동네 육아친구로 연결한다. 특허 출원한 알고리즘을 적용한다.
- 접속중크루 : 현재 '동시 접속 중'인 우리 동네 친구에게 쪽지를 보낼 수 있다.
- 크루톡 : 우리 동네 엄마들의 온라인 소통 게시판. 지역구를 기반으로 동네 육아친구를 찾고 동네 정보를 공유한다. (링크)
- 커리어톡 : 육아와 병행할 수 있는 일자리 채용공고 게시판. (링크)
- 1:1 채팅 : 짝크루 찾기에서 연결된 엄마들에게 1:1 채팅 제공. 크루톡에서도 채팅하기로 연결될 수 있다.
- 원데이크루 : 딱 하루, 원하는 콘텐츠로 모이는 ‘테마가 있는 1회성 동네 육아 소모임’으로, 동네 키즈카페ˑ키즈룸ˑ베이비스파ˑ미술놀이 할인 등을 상시 제공한다. (링크)
- 자유모임 : 엄마들이 직접 만들고 참여하는 우리 동네 엄마 모임. (링크)

(종료된 이벤트)
- 메리크루마켓: 엄마들을 위한 크리스마스 선물을 셀렉해서 최저가로 판매하는 스토어. 22년 12월에 운영했다.
- 육아크루 굿즈샵: 자체 제작한 기저귀가방을 판매할 때의 스토어 이름. 22년에 일시 운영했다.

## 연혁
2024년
- 2024년 12월｜Github for Startup 선정
- 2024년 12월｜㈜포포포 MOU 체결
- 2024년 11월｜Google For Startup Cloud Program 선정
- 2024년 11월｜맘블리 MOU 체결
- 2024년 9월｜강남구가족센터 MOU 체결
- 2024년 8월｜금천구육아종합지원센터 MOU 체결
- 2024년 7월｜동대문구육아종합지원센터 MOU 체결
- 2024년 5월｜Asian Leadership Conference 2024 - 스타트업 세션 연사로 발표
- 2024년 5월｜서울특별시중부여성발전센터 MOU 체결
- 2024년 5월｜서울특별시서부여성발전센터 MOU 체결
- 2024년 4월｜관악문화재단 MOU 체결
- 2024년 4월｜운영지역 : 서울 전역 확장
- 2024년 2월｜구로구육아종합지원센터 MOU 체결
- 2024년 1월｜Pre-A 투자 유치 (본엔젤스벤처파트너스, 매쉬업벤처스, 땡스벤처스)
- 2024년 1월｜송파구육아종합지원센터 MOU 체결

2023년
- 2023년 11월｜서울대학교창업경진대회 비더로켓 시즌7 장려상 수상
- 2023년 11월｜운영지역 : 노원구 확장
- 2023년 10월｜정주영창업경진대회12 장려상 수상
- 2023년 10월｜(주)교원구몬 업무 협약 체결
- 2023년 8월｜현대차정몽구재단 H-온드림데이 인큐베이팅트랙 최우수상 수상
- 2023년 7월｜운영지역 : 송파/강남/강동/강서구 확장
- 2023년 7월｜앱 다운로드 수 1만 돌파
- 2023년 7월｜AWS VC Spotlight 선정
- 2023년 7월｜서초구육아종합지원센터 MOU 체결
- 2023년 7월｜H-온드림 스타트업 그라운드 펠로우 선정
- 2023년 6월｜운영지역 : 서초구 확장
- 2023년 5월｜정주영창업경진대회 사업팀 선정
- 2023년 4월｜영등포구육아종합지원센터 MOU 체결
- 2023년 4월｜중소벤처기업부 재도전성공패키지 선정
- 2023년 4월｜MARU 입주 기업 선정
- 2023년 3월｜관악구육아종합지원센터 MOU 체결
- 2023년 2월｜벤처기업 인증

2022년
- 2022년 12월｜본엔젤스벤처파트너스 투자 유치 (Seed)
- 2022년 12월｜기술보증기금 소셜벤처기업 인증
- 2022년 12월｜서울대 캠퍼스타운 입주 기업 선정
- 2022년 12월｜리브리드 소셜벤처 데모데이 대상 수상
- 2022년 11월｜모바일앱 ‘육아크루’ 출시 (AOS / iOS) - 운영지역 : 동작구, 영등포구, 관악구, 구로구, 금천구, 양천구
- 2022년 11월｜여성벤처협회 중소벤처기업부장관상 (최우수상) 수상
- 2022년 11월｜성남창업경연대회 최우수상 수상
- 2022년 10월｜MVP 육아크루닷컴 순방문자 1.4만명, 서비스 이용자 4천명 돌파
- 2022년 10월｜중소벤처기업부 여성기업 인증
- 2022년 10월｜육아친구 매칭 알고리즘 특허 출원
- 2022년 9월｜주식회사 다이노즈 법인 설립
- 2022년 8월｜기술보증기금 기보벤처캠프 선정
- 2022년 7월｜서울여성창업아이디어공모전 대상 수상
- 2022년 5월｜중소벤처기업부 예비창업패키지 선정 (최우수 기업 졸업)
- 2022년 1월｜MVP 육아크루닷컴 yugacrew.com 오픈 - 운영지역 : 동작구 → 영등포구 → 관악구 → 구로구 순차 확장
- 2022년 1월｜팀 육아크루 결성

## 언론 노출
1. “엄마도 동네 친구가 필요해요” 동네 육아친구 찾기 앱, 육아크루 정윤지 공동대표 (22.11.23)
2. 이영 장관 "내년도 모태펀드 여성기업 출자 130억원으로 확대" - 최우수상을 받은 이가영 다이노즈 대표는 육아맘의 75%가 산후우울증을 경험했다는 통계에 착안해 공동육아를 지원하는 육아맘 커뮤니티 육아크루라는 앱을 개발했다. (news1, 22.11.09)
3. 육아크루 운영사 다이노즈, 관악구육아종합지원센터와 ‘관악구 공동육아’ 위해 맞손 (벤처스퀘어, 23.04.03)
4. 영등포육아종합지원센터-육아크루 업무협약 체결 (베이비뉴스, 23.04.25)
5. 동네 육아친구 찾기 '육아크루' 앱, 육아친구 매칭 서비스 ‘짝크루’, 서울 서초구 확장 (beSUCCESS, 23.07.03)
6. '육아크루' 운영사 다이노즈, 서초구육아종합지원센터와 업무협약 체결 (벤처스퀘어, 23.07.17)
7. [스타트업 101 시즌2 #18] 다이노즈, ‘육아크루’로 동네 육아 친구 연결∙∙∙‘돌봄의 연대’ 문화 형성 (스타트업투데이, 23.07.17)
8. ‘엄마들의 동네 육아친구 찾기 – 육아크루’, 서울 마포구로 운영지역 확대 (테크42, 23.10.04)
9. [디스콰이엇 인터뷰] 산후우울증에서 창업까지 - 엄마의 문제를 엄마가 해결하는 육아크루 (23.09.21)
10. 육아맘에게도 동네친구가 필요해! '진짜 육아맘'이 만든 엄마들을 위한 커뮤니티 ‘육아크루’ (23.10.04)
11. 동네 기반 O2O 육아맘 커뮤니티 플랫폼을 운영하는 스타트업 ‘다이노즈’ (23.11.01)
12. 임팩트를 만드는 매일매일 - 동네 엄마들을 육아친구로 연결하는 개발자 박상수 님 (23.11.02, 임팩트커리어)
13. [#Let's 스타트업] '육아크루' 플랫폼서 교육·취미·공구 척척 (23.11.23, 매일경제)
14. “힘든 육아, 동네 친구랑 함께할래요?” (23.11.23, 매일경제)
15. "독박육아 탈출은 '육아 동료' 찾기서 시작했죠" (24.01.04, 한국경제)
16. “송파구를 공동육아의 메카로”…다이노즈, 송파구육아종합지원센터와 공동육아 MOU 체결 (더퍼스트, 24.01.23)
17. "육아친구 찾기 ‘육아크루’, 구로구육아지원센터와 MOU" (24.02.06, 매일경제)
18. https://www.ibabynews.com/news/articleView.html?idxno=116299
19. "다이노즈-서초구육아종합지원센터, “2024 함께키움 공동육아 – 함께하는 스페셜 Day” 성료" (24.04.24, 스타트업엔)
20. "정윤지 다이노즈 대표, ‘2024 아시안 리더십 콘퍼런스’에서 육아 문제 해결 주제 발표" (24.05.24, 테크42)